# Темногайці

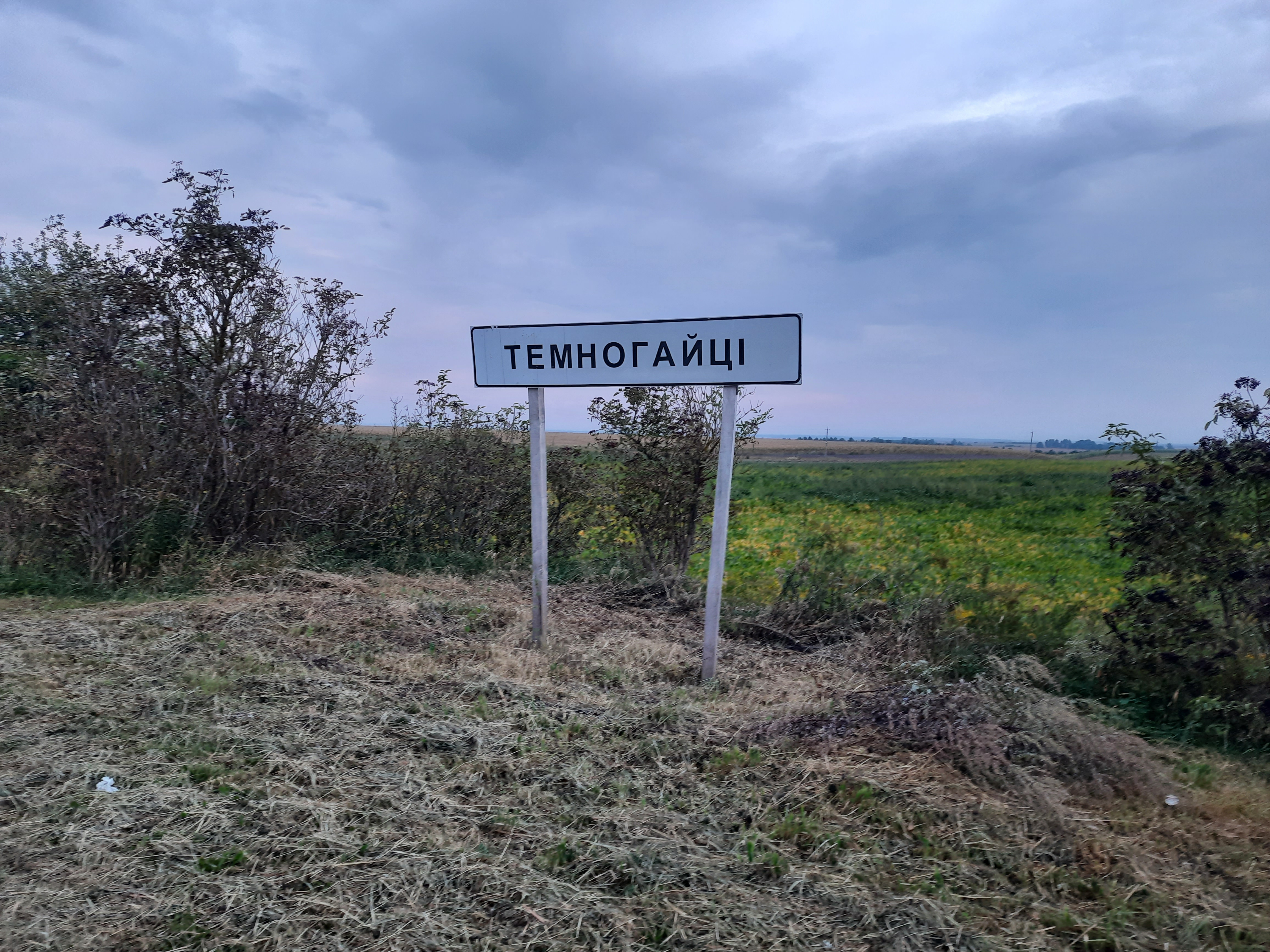
Дорожній знак при в'їзді в село

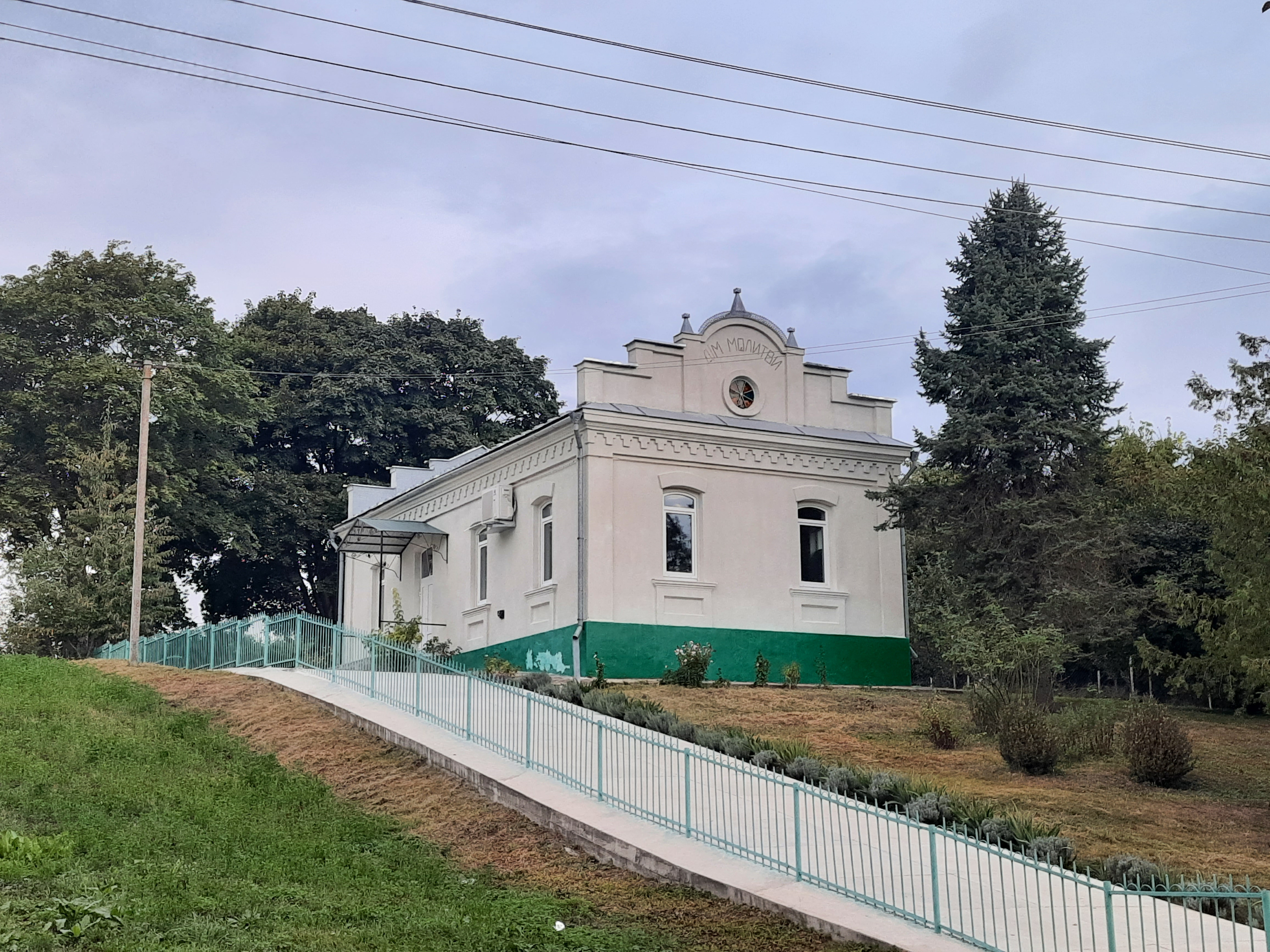
Дім молитви

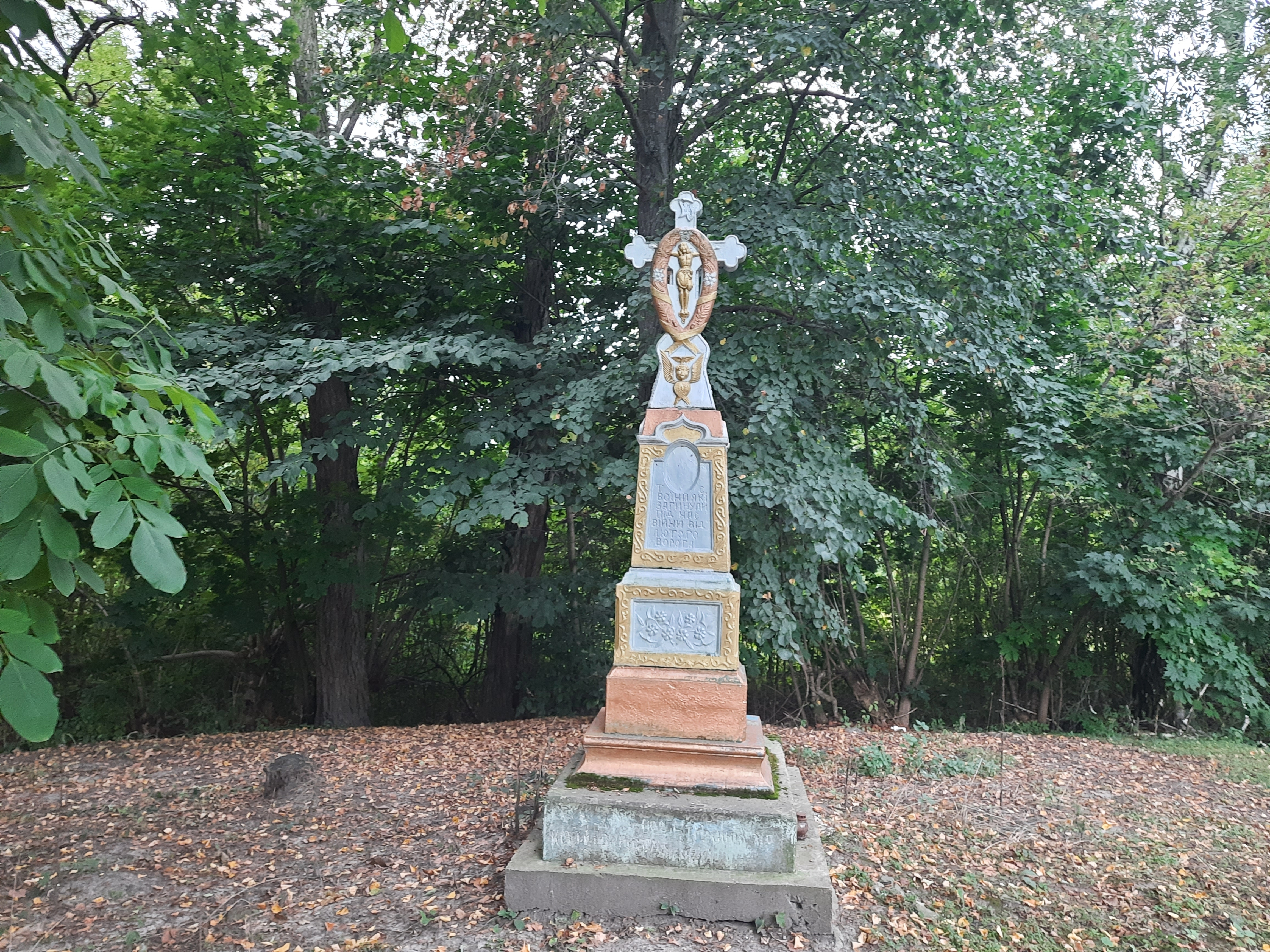
Пам'ятний хрест

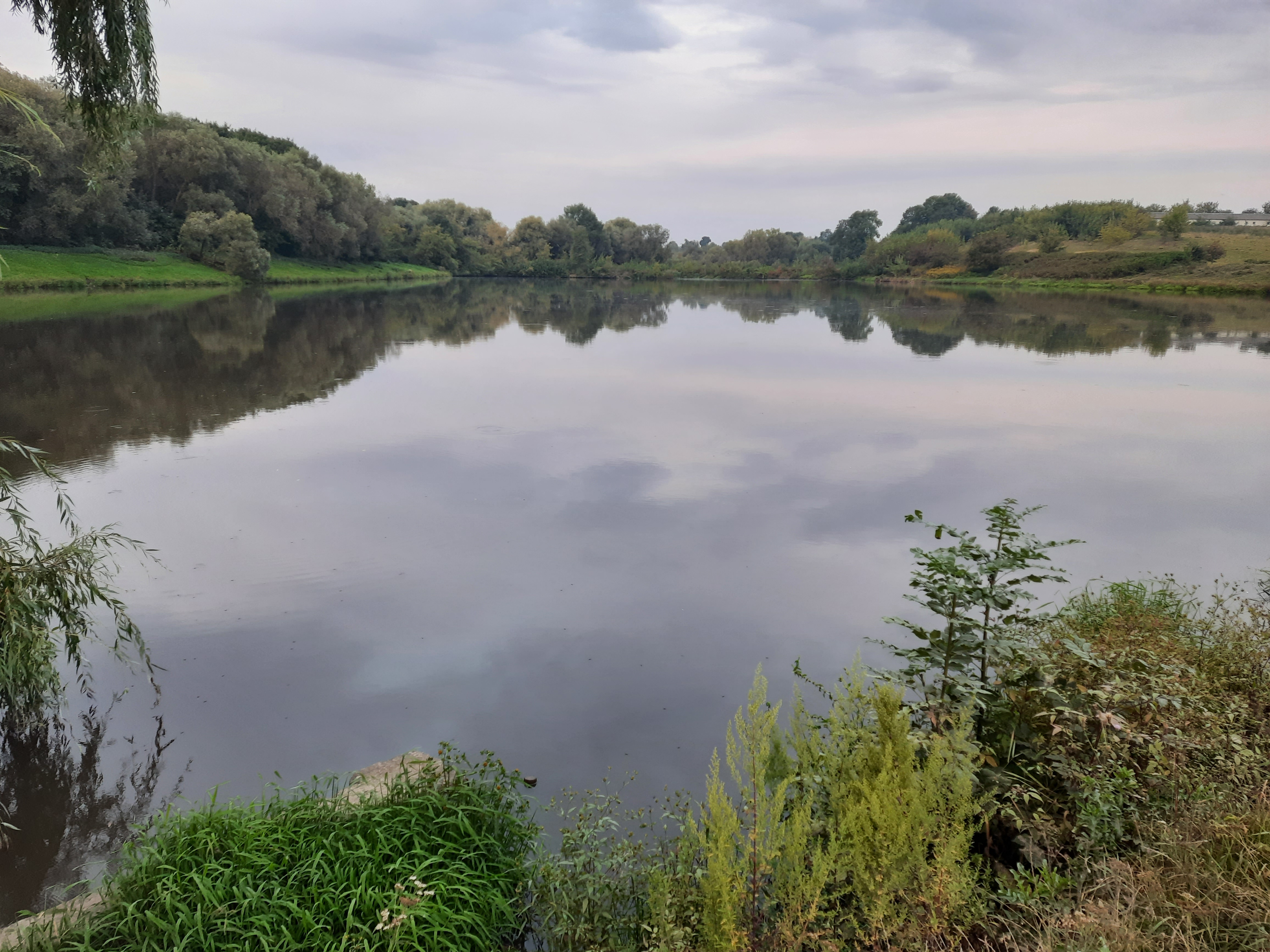
Став біля села

Темнога́йці — село в Україні, у Великодедеркальській сільській громаді Кременецького району Тернопільської області. Розташоване на півдні району. До 2020 року адміністративний центр Темногаєцької сільської ради. Населення — 608 осіб (2014).

## Географія
Селом протікає річка Безіменна, права притока Вілії.

## Адміністративна приналежність
За часів Російської імперії село входило до Борецької волості Кременецького повіту Волинської губернії. З 1921 року Борецька волость стала ґміною Боркі Кременецького повіту Волинського воєводства Польської Республіки. 1933 року гміну Боркі ліквідували, а село включили до ґміни Катербурґ.
1939 року Кременецький повіт включено до Тернопільської області СРСР. У 1940 році повіт було ліквідовано і Темногайці увійшли до складу Катербурзького району Тернопільської області, того ж року перейменованого на Великодедеркальський. У 1962 році Темногайці відійшли до Шумського району.

## Історія

### Заснування
За переказами, Темногайці були засновані жителями Вербиці, одного з найдревніших поселень південної Волині, зруйнованого внаслідок монголо-татарської навали у 14 столітті. Люди, яким вдалося врятуватися, поселилися за темним гаєм, від якого пішла назва села. Поруч з Темногайцями знаходяться села, назви яких теж походять від слів «гай» і «бір» — Підгайці, Загайці, Шумбар («Шуми-бор»), Бірки, Шумськ (від «шумить»).
Перша письмова згадка про Темногайці датується 1545 роком. Згодом село згадується у 1583 році.

### 16‒17 ст.
Поділ спадщини Боговитина Петровича Шумбарського з Боговитинів, проведений 1585 року, закріпив Темногайці за його онуком Миколаєм Михайловичем. 1601 року Миколай Михайлович загинув у Кременці, залишивши по собі дочок Марушу, Раїну та Олександру і заповівши опіку над дітьми і маєтками братам першої дружини Єви Павлович. Усупереч заповіту, Адам та Андрій Климентовичі і Павло Федорович Боговитини забрали дочок і маєтки, разом з Темногайцями, під свою опіку. Однак Павловичі, «зібравши військо чимале людей службових, вибранців і гайдуків кількасот чоловік, як кінних, так і піших», відстояли свої права.
На початку 1605 року старша з дочок — Маруша Миколаївна — записала свою третину батькової спадщини, зокрема і в Темногайцях, своєму чоловікові Михайлові Хрінницькому, який у 1620 році продав усі свої надбання в родових володіннях Боговитинів сестрі дружини Раїні Миколаївні та її чоловікові Костянтину Ярмолинському з Ярмолинських. У 1623 році Раїна й Костянтин Ярмолинські за 15 тисяч злотих придбали також і ту третину отчини, що перепала наймолодшій із Боговитинівен — Олександрі Брудзієвській, таким чином зібравши майже всі землі Боговитина Петровича на Волині.
1637 року Раїна Ярмолинська, вже будучи вдовою, зробила фундушевий запис на користь заснованого нею Загаєцького монастиря. За його умовами, «кожен підданий, боярин, гайдук і служка, які займалися обробкою сіна» в її маєтках, зокрема і в Темногайцях, повинні були щорічно на свято Воздвиження чесного хреста відвозити «по хорошому возу доброго сіна вартістю не менше півгривні польської» на монастирський фільварок.
Відомо, що до початку Хмельниччини у Темногайцях налічувався 21 дим, тоді як у січні 1651 року їх залишилось 7, а у жовтні 1652 — не було жодного. Дідичем села у цей час вже був Ян Ярмолинський, син Раїни та Костянтина.

### 18‒19 ст.
У 1726 році Темногайці належали житомирському мечнику Михайлу Прушинському та знаходились в оренді у жидачевського ловчого Войцеха Пленші, про що відомо зі скарги Прушинського на Пленшу «про пригнічення темногаєцьких селян». Прушинський звинуватив Пленшу в тому, що він, «порушуючи контракт» і «вчиняючи обтяження підданим», посилав до Бугу більше підвод, ніж мав на те право: йому за контрактом було дозволено послати не більше 100 підвод, а він вислав 260.
Наприкінці 18 століття власником Темногайців був Каетан Бобр-Пьотровицький, який продав їх Дуніну-Вонсовичу, фавориту великого князя цесаревича Костянтина Павловича. Його спадкоємці приблизно у 1840 році продали Темногайці Станіславу Могильницькому з Боровиці, а той ще за свого життя передав село старшому сину Вітольду.
У 1865 році на кошти місцевих парафіян у Темногайцях була зведена дерев'яна церква із дзвіницею. 1000 рублів на оздоблення храму виділив лютеранин Максиміліан Краугінг; після смерті, з дозволу архієпископа Волинського Тихона, його поховали на церковному погості. З 1885 року діяла церковно-парафіяльна школа. 1890 року при церкві створено церковно-шкільне братство тверезості. У 1891 році власником села був Оттомар Краугінг, у 1899 — Костянтин Головін. На кінець 19 століття Темногайці налічували 151 двір, 957 жителів; діяла броварня.

### 20‒21 ст.

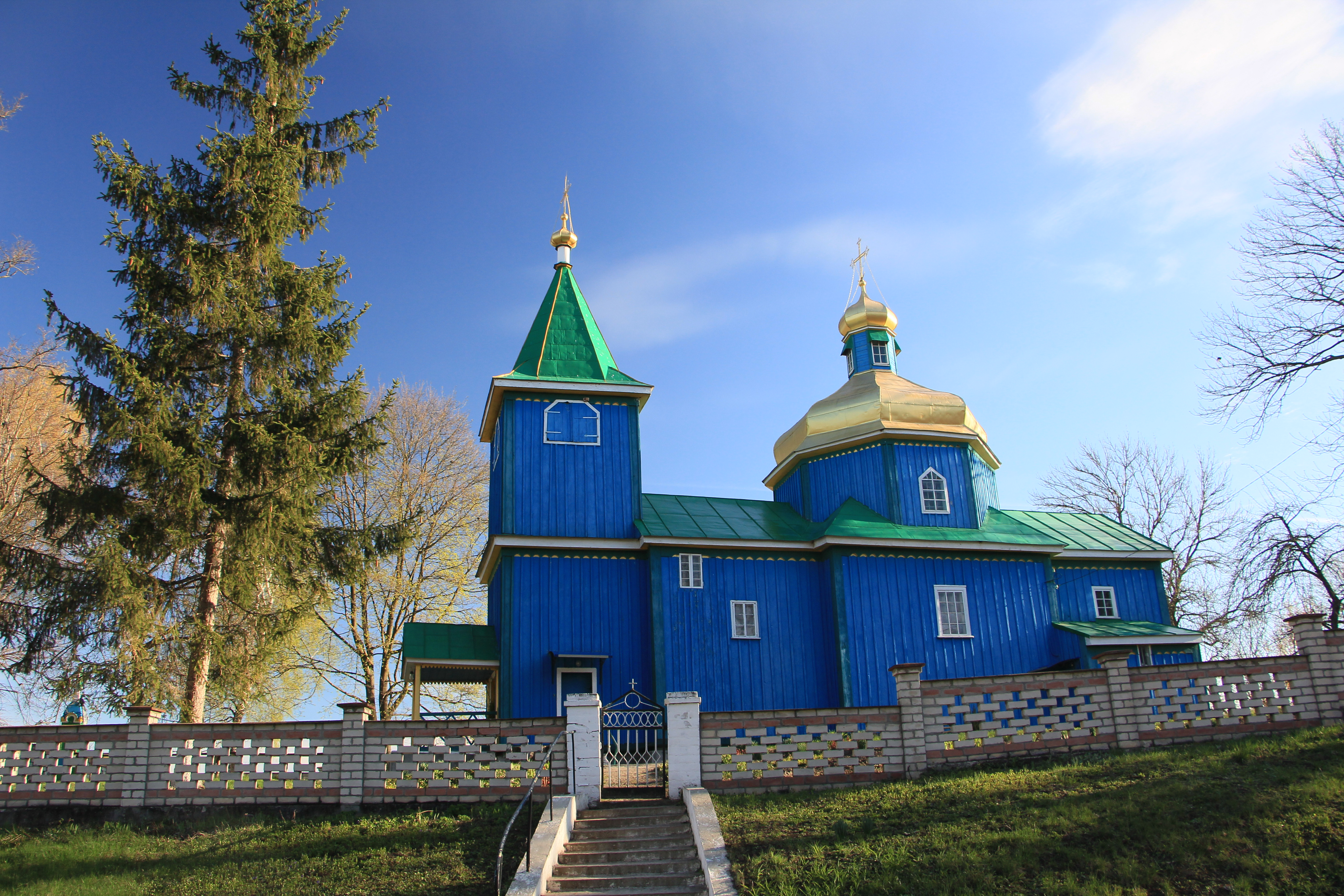
Дерев'яна церква, зведена 1865 року

За переписом 1911 року в селі було 1167 жителів, функціонували горілчана крамниця, кредитове товариство, земський склад насіння.
Влітку 1929 року Сельроб-Єдність організувала у Кременецькому повіті сільськогосподарский страйк, який поширився і на Темногайці. У 1931 році в селі проживали 1633 особи. Діяли філії «Просвіти» та інших товариств. 1933 року внаслідок пожежі згоріли будівлі на вулиці Зарічна.
З вересня 1939 року Темногайці — під радянською владою, а з початку липня 1941 до 2 березня 1944 року — під німецькою окупацією. 35 жителів села брали участь у діяльності ОУН і УПА. У 1944 році через село рейдувало радянське партизанське з'єднання під орудою Якова Шкрябача.
1944 року до Темногаєцької сільської ради приєднано хутір Пеньки, також відомий як Підболото, що був розташований за 2,5 км від Темногайців на південний схід. У листопаді 1951 року на хуторі зупинилася група підпільників ОУН на чолі з керівником крайового проводу «Поділля» Іваном Прокопишиним-«Бурланом». Про їх появу повідомили місцеве МДБ, яке наступного дня влаштувало облаву; підпільники не змогли вирватись з оточення й загинули в бою.
1949 року в селі примусово організовано колгосп. Згодом тривалий час Темногайці були бригадним селом колгоспу з центральною садибою у селі Цеценівка. 1987 року в селі створено свій колгосп, який згодом реорганізовано в колективне сільськогосподарське підприємство «Нове життя». На його базі в 2000 році виникло приватне агропромислове підприємство «Лан». Від 2005 року у Темногайцях розташований центр сільськогосподарського товариства з обмеженою відповідальністю «Агролан», у користуванні якого — понад 11 тисяч гектарів землі в Кременецькому, Шумському та Збаразькому районах, на якій вирощують цукрові буряки, озимі пшеницю та ріпак, ярий ячмінь.
У березні 2019 року парафія храму чуда Архістратига Божого Михаїла у Темногайцях ухвалила рішення вийти з-під юрисдикції Української православної церкви Московського Патріархату і приєднатися до Православної церкви України. 
12 червня 2020 року, відповідно до розпорядження Кабінету Міністрів України № 724-р «Про визначення адміністративних центрів та затвердження територій територіальних громад Тернопільської області» увійшло до складу Великодедеркальської сільської громади.
19 липня 2020 року, в результаті адміністративно-територіальної реформи та ліквідації Шумського району, село увійшло до складу Кременецького району.

## Населення

### Мова
Розподіл населення за рідною мовою за даними перепису 2001 року:
| Мова            | Кількість | Відсоток |
| --------------- | --------- | -------- |
| українська      | 616       | 99.84%   |
| інші/не вказали | 1         | 0.16%    |
| Усього          | 617       | 100%     |

## Храми
- Храм чуда Архістратига Божого Михаїла Православної церкви України (1865)[24]
- Дім молитви Української церкви християн віри євангельської[25]

## Пам'ятники
- Пам'ятник воїнам-односельцям, полеглим у німецько-радянській війні.

На пам'ятнику викарбувані імена шістьох повстанців,що загинули у нерівному бою.Відомі лише чотири імені повстанців, інші двоє залишаються невідомими (1975)

## Соціальна сфера
У Темногайцях діє навчально-виховний комплекс, що включає загальноосвітню школу 1–2 ступенів та дитячий садочок. В селі також працюють клуб, бібліотека, фельдшерський пункт, 2 торгових заклади.

## Уродженці
- Віктор Романовський[pl] (1899–1940) — священник Православної церкви Польщі, військовий капелан у званні майора, жертва Катинського розстрілу.
- Анастасія Заєць (нар. 1941) — ланкова колгоспу імені Івана Франка Шумського району Тернопільської області. Депутат Верховної ради СРСР 7‒8-го скликань.
- Проживав Василь Димнич (4 червня 1982 — 15 серпня 2022) — український військовик, учасник російсько-української війни.[26]